# Lesión de partes blandas
Las lesiones de partes blandas son un conjunto de lesiones que afectan a los tejidos blandos, es decir, a los ligamentos, músculos, nervios, tendones y otras estructuras próximas a las articulaciones. Pueden deberse a un esfuerzo repentino, o realizar los mismos movimientos repetidamente. Las lesiones de partes blandas pueden afectar a diversas partes del cuerpo, incluyendo los hombros y las extremidades (brazos, piernas, pies, y manos). Ejemplos de lesiones de partes blandas son: síndrome del túnel del carpo, epicondilitis, 
tendinitis del supraespinoso, tenosinovitis de estiloides radial, desgarro muscular, distensión muscular y esguince.

## Diagnóstico
El diagnóstico de este tipo de procesos se basa en la historia clínica y en la exploración física realizada por un médico. En ocasiones se utilizan estudios complementarios como radiografías, ecografía o resonancia magnética para confirmar el diagnóstico.